# NordVPN
NordVPN là nhà cung cấp dịch vụ mạng riêng ảo (VPN) cá nhân. NordVPN hỗ trợ các nền tảng như Windows, macOS và Linux, ứng dụng di động cho Android và iOS, cũng như một ứng dụng cho Android TV. NordVPN có thể dùng cho bộ định tuyến, thiết bị NAS và các nền tảng khác.
NordVPN có trụ sở tại Panama, vì quốc gia này không có luật lưu giữ dữ liệu bắt buộc và không tham gia vào các liên minh như Five Eyes hay Fourteen Eyes.